# Saison 2 de C'est Moi le chef !
Chronologie
Saison 1 Saison 3
Cet article présente les épisodes de la deuxième saison de la série télévisée américaine Last Man Standing.

## Généralités
- Le 11 mai 2012, la série a été renouvelée pour une deuxième saison[1] de 13 épisodes. Le 12 novembre 2012, ABC a commandé trois scripts supplémentaires[2], puis le 28 novembre 2012, ABC a commandé 5 épisodes additionnels, portant le total à 18[3].
- Aux États-Unis, la saison est déplacée au vendredi soir et est diffusée du 2 novembre 2012 au 22 mars 2013 sur le réseau ABC.
- Au Canada, elle a été diffusée en simultané sur Citytv.

### Synopsis
Cette série est une comédie sur un homme vivant dans un monde dominé par les femmes.

## Distribution de la saison

### Acteurs principaux
- Tim Allen (VF : Michel Papineschi) : Mike Baxter
- Nancy Travis (VF : Martine Irzenski) : Vanessa Baxter
- Molly Ephraim (VF : Anouck Hautbois) : Amanda Elaine « Mandy » Baxter
- Kaitlyn Dever (VF : Leslie Lipkins) : Eve Baxter
- Amanda Fuller (VF : Audrey Sablé) : Kristin Beth Baxter[4]
- Christoph Sanders (VF : Hervé Grull) : Kyle Anderson
- Flynn Morrison (fy) : Boyd Baxter (5 ans) [4]
- Hector Elizondo (VF : François Jaubert) : Edward « Ed » Alzate

### Acteurs récurrents
- Jordan Masterson (en) : Ryan Vogelson, père de Boyd
- Danielle Bisutti (en) : Michelle, voisine et meilleure amie de Vanessa
- Robert Forster : Bud Baxter, père de Mike

### Invités
- Richard Karn : Bill McKenzie[5] (épisode 9)
- Jonathan Taylor Thomas : Jon, manager d'un restaurant[6] (épisode 18)

## Liste des épisodes

### Épisode 1:Élections présidentielles
- États-Unis /  Canada : 2 novembre 2012 sur ABC[7] / Citytv
- Belgique : 16 mars 2015 sur RTL-TVI

- États-Unis : 8,07 millions de téléspectateurs[8] (première diffusion)

- Jordan Masterson (Ryan)

### Épisode 2:Balle aux prisonniers
- États-Unis /  Canada : 9 novembre 2012 sur ABC / Citytv
- Belgique : 17 mars 2015 sur RTL-TVI

- États-Unis : 7,44 millions de téléspectateurs[9] (première diffusion)

- Jordan Masterson (Ryan)

### Épisode 3:Clichés et ballon rond
- États-Unis /  Canada : 16 novembre 2012 sur ABC / Citytv
- Belgique : 18 mars 2015 sur RTL-TVI

- États-Unis : 7,13 millions de téléspectateurs[10] (première diffusion)

- Erika Alexander (Carol Larabee)
- Jonathan Adams (Chuck Larabee)
- Amy Tolsky (teacher)
- Sarah Gilman (Cammy)

### Épisode 4:Quand Ed rencontre son ex
- États-Unis /  Canada : 23 novembre 2012 sur ABC / Citytv
- Belgique : 19 mars 2015 sur RTL-TVI

- États-Unis : 6,68 millions de téléspectateurs[11] (première diffusion)

- Robin Riker (Wanda)
- Joseph Whipp (Ron)
- Bo Barrett (young guy)

### Épisode 5:Tremblement de mère
- États-Unis /  Canada : 30 novembre 2012 sur ABC / Citytv
- Belgique : 19 mars 2015 sur RTL-TVI

- États-Unis : 6,8 millions de téléspectateurs[12] (première diffusion)

- Jordan Masterson (Ryan)
- Stephen Grove Malloy (Mr. Hubert)
- Evie Thompson (Marjorie)
- Sarah Gilman (Cammy)
- Brandon Killham (Dylan)
- Samantha Jordan (Emily)
- Eleanor Well (Edie)

### Épisode 6:Le cycle de la vie
- États-Unis /  Canada : 7 décembre 2012 sur ABC / Citytv
- Belgique : 20 mars 2015 sur RTL-TVI

- États-Unis : 6,6 millions de téléspectateurs[13] (première diffusion)

- Jordan Masterson (Ryan)
- Kurt Scholler (large man)

### Épisode 7:Comment zigouiller Noël
- États-Unis /  Canada : 14 décembre 2012 sur ABC / Citytv
- Belgique : 23 mars 2015 sur RTL-TVI

- États-Unis : 6,81 millions de téléspectateurs[14] (première diffusion)

- Jordan Masterson (Ryan)
- Hope Lauren (Chloe)

### Épisode 8:Eve la rebelle
- États-Unis /  Canada : 4 janvier 2013 sur ABC / Citytv
- Belgique : 24 mars 2015 sur RTL-TVI

- États-Unis : 6,63 millions de téléspectateurs[15] (première diffusion)

- Jordan Masterson (Ryan)

### Épisode 9:La belle architecte
- États-Unis /  Canada : 11 janvier 2013 sur ABC / Citytv
- Belgique : 25 mars 2015 sur RTL-TVI

- États-Unis : 6,89 millions de téléspectateurs[16] (première diffusion)

- Richard Karn (Bill McKenzie)
- Maile Flanagan (en) (Kathy Pullman)
- Kevin Kirkpatrick (Calvin Lentz)
- Jackie Seiden (Alyssa Warren)

### Épisode 10:Aide ménagère
- États-Unis : 18 janvier 2013 sur ABC
- Canada : 25 janvier 2013 sur Citytv
- Belgique : 26 mars 2015 sur RTL-TVI

- États-Unis : 6,62 millions de téléspectateurs[17] (première diffusion)

- Chuck Larabee (Jonathan Adams)
- Erika Alexander (Carol Larabee)
- Carla Maria Jimeniz (Blanca)

### Épisode 11:Sous le drapeaux de Baxter
- États-Unis /  Canada : 1er février 2013 sur ABC / Citytv
- Belgique : 27 mars 2015 sur RTL-TVI

- États-Unis : 6,92 millions de téléspectateurs[18] (première diffusion)

### Épisode 12:Le petit ami idéal
- États-Unis /  Canada : 8 février 2013 sur ABC / Citytv
- Belgique : 30 mars 2015 sur RTL-TVI

- États-Unis : 7,29 millions de téléspectateurs[19] (première diffusion)

- Jordan Masterson (Ryan)
- Bryce Durfee (Greg Archer)

### Épisode 13:B comme Baxter
- États-Unis /  Canada : 15 février 2013 sur ABC / Citytv
- Belgique : 31 mars 2015 sur RTL-TVI

- États-Unis : 6,74 millions de téléspectateurs[20] (première diffusion)

- Jordan Masters (Ryan)

### Épisode 14:Hommage à Buffalo Bill
- États-Unis /  Canada : 22 février 2013 sur ABC / Citytv
- Belgique : 2 avril 2015 sur RTL-TVI

- États-Unis : 6,04 millions de téléspectateurs[21] (première diffusion)

- Jordan Masters (Ryan)
- Cody Jones (Thunderheart)

### Épisode 15:L'art de faire le mur
- États-Unis /  Canada : 1er mars 2013 sur ABC / Citytv
- Belgique : 6 avril 2015 sur RTL-TVI

- États-Unis : 7,05 millions de téléspectateurs[22] (première diffusion)

Kristin et Ryan se remettent ensemble alors que Mandy décide de faire le mur.
- Jordan Masters (Ryan)

### Épisode 16:Cours particuliers
- États-Unis /  Canada : 8 mars 2013 sur ABC / Citytv
- Belgique : 7 avril 2015 sur RTL-TVI

- États-Unis : 6,96 millions de téléspectateurs[23] (première diffusion)

- Carla Jiminez (Blanca)
- Ezequiel Stremiz (Octavio)

### Épisode 17:La loi du plus fort
- États-Unis /  Canada : 15 mars 2013 sur ABC / Citytv
- Belgique : 8 avril 2015 sur RTL-TVI

- États-Unis : 6,43 millions de téléspectateurs[24] (première diffusion)

- Richard Karn (Bill McKendree)
- Jordan Masterson (Ryan)
- Crista Flanagan (en) (Miss Clevenger)
- Beck Bennett (police Sergeant)
- Beau Billingslea (Walter (voix))
- Gladys Holland (Maureen (voix))
- Phil Proctor (Abner (voix))
- Melendy Britt (Dolores (voix))

### Épisode 18:Mandy va à la fac
- États-Unis /  Canada : 22 mars 2013 sur ABC / Citytv
- Belgique : 9 avril 2015 sur RTL-TVI

- États-Unis : 7,84 millions de téléspectateurs[25] (première diffusion)

- Jonathan Taylor Thomas (Jon)
- Jordan Masterson (Ryan)
- Jonathan Adams (Chuck Larabee)